# Гайнфельс
Гайнфельс — містечко й громада округу Лієнц в землі Тіроль, Австрія.
Гайнфельс лежить на висоті 1078 над рівнем моря і займає площу 14,56 км². Громада налічує 1007 мешканців.
Густота населення 69/км².
Над містом височить замок Гайнфельс.
Округ Лієнц, до якого належить Гайнфельс, називається також Східним Тіролем. Від основної частини землі, Західного Тіролю, його відділяє смуга Південного Тіролю, що належить Італії.
|                                    |
| Гайнфельс на мапі округу та землі. |

 Адреса управління громади: Panzendorf 126, 9919 Heinfels.

## Виноски
1. ↑  Dauersiedlungsraum der Gemeinden Politischen Bezirke und Bundesländer - Gebietsstand 1.1.2018 — Статистичне управління Австрії.
2. ↑  Einwohnerzahl 1.1.2018 nach Gemeinden mit Status, Gebietsstand 1.1.2018 — Статистичне управління Австрії.
3. ↑  www.heinfels.at. Архів оригіналу за 11 квітня 2022. Процитовано 8 червня 2022.